# Erik Thiele
Erik Sven Thiele (ur. 5 czerwca 1996) – niemiecki zapaśnik startujący w stylu wolnym. Olimpijczyk z Paryża 2024, gdzie zajął piętnaste miejsce w kategorii do 97 kg. Siódmy na mistrzostwach świata w 2023 roku. 
Brązowy medalista mistrzostw Europy w 2016. Wicemistrz Europy juniorów w 2015; trzeci w 2016. Wicemistrz świata juniorów w 2016. Trzeci na ME U-23 w 2018 roku.
Mistrz Niemiec w 2018, 2019 i 2022; drugi w 2016 i 2023.